# Загоруйко, Леонид Иванович
Леони́д Ива́нович Загору́йко (14 августа 1923, Минск — 22 мая 1999) — советский и российский шахматный композитор; международный мастер (1961) и международный арбитр (1956) по шахматной композиции. Автор двухходовой темы, носящей его имя. Инженер-машиностроитель.
С 1937 года опубликовал свыше 250 двух-, трёх- и многоходовок. Победитель по разделу трёхходовок (10-й чемпионат, 1971) и 2-й призёр (2-5-й чемпионаты, 1948—1959) личных чемпионатов СССР. Участник многих конкурсов, где удостоен свыше 150 призов, в том числе 50 первых; награждён золотой медалью ФИДЕ по разделу трёхходовок (1960).

## Биография
Родился 14 августа 1923 года в Минске Белорусской ССР. Отец, Иван Никифорович, был военным, и семья сменила несколько регионов СССР (в том числе Великие Луки в 1930-х годах) прежде чем осесть в Москве. Отец погиб в 1936 году в автомобильной катастрофе. Мать, Серафима Даниловна, была домохозяйкой, умерла в 1982 году.
Семья обосновалась в Москве в 1937 году, в центре города на Чистых Прудах. В Москве Леонид окончил школу в 1941 году. Во время Великой Отечественной войны был эвакуирован в Пермь, где работал токарем на заводе боеприпасов, обтачивал гильзы снарядов.
В 1944 году семья возвратилась в столицу. Леонид поступил в Московский механический институт, который окончил в 1948 году. Далее до конца своей трудовой деятельности работал в Конструкторском бюро в области космической и оборонной техники.
За трудовые заслуги был награждён правительственными наградами — орденами Трудового Красного Знамени, Знаком Почёта и многими медалями.
Жена, Нина Сергеевна, училась и работала вместе с Леонидом Ивановичем. Она также была награждена орденом Знак Почёта и перед уходом на пенсию работала, как и муж, ведущим конструктором. На склоне лет Леонид Загоруйко жил с женой в двухкомнатной квартире на Славянском бульваре на западе Москвы.

## Творческий путь
Леонид Загоруйко увлёкся шахматами в детские годы. В начале 1930-х годов участвовал в чемпионате города Великие Луки среди школьников по шахматам. Переехав в Москву, стал сильным футболистом, выступал за один из лучших детских клубов Москвы «Юный динамовец». Во время одной встречи получил серьёзную травму, приведшую к сердечному приступу. Врачи категорически запретили  играть в футбол. В 15 лет начал заниматься шахматной композицией. Друзья Леонида, Владимир Протопопов и Лев Файвужинский, которые уже дебютировали в композиции, познакомили его с основными популярными в то время темами, а также с ведущими проблемистами Москвы, в том числе с Михаилом Барулиным, Рафаэлем Кофманом и Евгением Умновым.
Леонид Загоруйко был частым гостем редакции журнала «Шахматы в СССР», который в то время помещался в центре города на Лубянке, напротив известного здания КГБ. Первая же его задача, опубликованная в этом журнале в 1939 году, была отмечена первым призом и позже вошла в американскую монографию «The two-move chess problem in the Soviet Union 1923—1943» (1943). До войны победил также в соревновании трёхходовок журнала «Шахматы в СССР» 1940 года и в конкурсе двухходовок журнала «Смена» того же года.
Во время эвакуации в Пермь продолжал занятия шахматной композицией, однако в этот период не было публикаций. После возвращения в Москву познакомился со своим кумиром Львом Лошинским, а также с рядом других московских композиторов — Владимиром Шифом, Александром Гуляевым, Марком Либуркиным, Абрамом Гурвичем. Особенно был дружен с Лошинским, в соавторстве с которым составил много задач до начала 1960-х годов. Они вместе несколько раз отдыхали в Прибалтике, где Загоруйко близко познакомился с жившим в Риге Альфредом Домбровскисом и приезжавшим из Ленинграда отдыхать на побережье Балтийского моря Владимиром Корольковым.
В двухходовом жанре сразу после войны Загоруйко в основном работал в области перемены игры в форме простой перемены или перемены по-Рухлису. Одним из первых публиковал трёх- и четырёхфазные задачи. Вследствие этого Лошинский предложил именовать «темой Загоруйко» трёхфазные задачи с решением, иллюзорной игрой и ложным следом. Однако в терминологии шахматной композиции закрепилось иное понимание этой темы как многофазной простой перемены игры. 
По мнению самого Загоруйко, его золотой порой творчества была середина 1950-х годов, когда он достиг наивысших достижений в трёхходовке. Основные успехи в многоходовом жанре пришли позднее.
Любимый жанр — трёхходовки стратегического стиля, особенно с батарейными механизмами и механизмами положения. Любимые композиторы — прежде всего Л. Лошинский, затем С. Лойд, М. Вукчевич, Х. Бартолович, Х. Граземан.
Кроме шахматной композиции, любимыми увлечениями Леонида Загоруйко были бильярд и настольный теннис, чтение детективов и просмотр новых кинофильмов. Всегда на командные сборы брал с собой портативный телевизор чтобы быть в курсе новостей, смотреть спортивные передачи и любимые кинофильмы.

## Задачи
|   | a | b | c | d | e | f | g | h |   |
| - | --- | --- | --- | --- | --- | --- | --- | --- | - |
| 8 | e7 белая ладья · h7 белый король · a5 чёрный слон · c5 чёрная пешка · h5 чёрная пешка · c4 чёрная ладья · d4 чёрная пешка · e4 белый конь · f4 белый ферзь · g3 белый слон · b2 чёрный конь · c2 чёрный слон · d2 чёрная ладья · e2 чёрный король · f2 белый конь · d1 белая ладья | e7 белая ладья · h7 белый король · a5 чёрный слон · c5 чёрная пешка · h5 чёрная пешка · c4 чёрная ладья · d4 чёрная пешка · e4 белый конь · f4 белый ферзь · g3 белый слон · b2 чёрный конь · c2 чёрный слон · d2 чёрная ладья · e2 чёрный король · f2 белый конь · d1 белая ладья | e7 белая ладья · h7 белый король · a5 чёрный слон · c5 чёрная пешка · h5 чёрная пешка · c4 чёрная ладья · d4 чёрная пешка · e4 белый конь · f4 белый ферзь · g3 белый слон · b2 чёрный конь · c2 чёрный слон · d2 чёрная ладья · e2 чёрный король · f2 белый конь · d1 белая ладья | e7 белая ладья · h7 белый король · a5 чёрный слон · c5 чёрная пешка · h5 чёрная пешка · c4 чёрная ладья · d4 чёрная пешка · e4 белый конь · f4 белый ферзь · g3 белый слон · b2 чёрный конь · c2 чёрный слон · d2 чёрная ладья · e2 чёрный король · f2 белый конь · d1 белая ладья | e7 белая ладья · h7 белый король · a5 чёрный слон · c5 чёрная пешка · h5 чёрная пешка · c4 чёрная ладья · d4 чёрная пешка · e4 белый конь · f4 белый ферзь · g3 белый слон · b2 чёрный конь · c2 чёрный слон · d2 чёрная ладья · e2 чёрный король · f2 белый конь · d1 белая ладья | e7 белая ладья · h7 белый король · a5 чёрный слон · c5 чёрная пешка · h5 чёрная пешка · c4 чёрная ладья · d4 чёрная пешка · e4 белый конь · f4 белый ферзь · g3 белый слон · b2 чёрный конь · c2 чёрный слон · d2 чёрная ладья · e2 чёрный король · f2 белый конь · d1 белая ладья | e7 белая ладья · h7 белый король · a5 чёрный слон · c5 чёрная пешка · h5 чёрная пешка · c4 чёрная ладья · d4 чёрная пешка · e4 белый конь · f4 белый ферзь · g3 белый слон · b2 чёрный конь · c2 чёрный слон · d2 чёрная ладья · e2 чёрный король · f2 белый конь · d1 белая ладья | e7 белая ладья · h7 белый король · a5 чёрный слон · c5 чёрная пешка · h5 чёрная пешка · c4 чёрная ладья · d4 чёрная пешка · e4 белый конь · f4 белый ферзь · g3 белый слон · b2 чёрный конь · c2 чёрный слон · d2 чёрная ладья · e2 чёрный король · f2 белый конь · d1 белая ладья | 8 |
| 7 | e7 белая ладья · h7 белый король · a5 чёрный слон · c5 чёрная пешка · h5 чёрная пешка · c4 чёрная ладья · d4 чёрная пешка · e4 белый конь · f4 белый ферзь · g3 белый слон · b2 чёрный конь · c2 чёрный слон · d2 чёрная ладья · e2 чёрный король · f2 белый конь · d1 белая ладья | e7 белая ладья · h7 белый король · a5 чёрный слон · c5 чёрная пешка · h5 чёрная пешка · c4 чёрная ладья · d4 чёрная пешка · e4 белый конь · f4 белый ферзь · g3 белый слон · b2 чёрный конь · c2 чёрный слон · d2 чёрная ладья · e2 чёрный король · f2 белый конь · d1 белая ладья | e7 белая ладья · h7 белый король · a5 чёрный слон · c5 чёрная пешка · h5 чёрная пешка · c4 чёрная ладья · d4 чёрная пешка · e4 белый конь · f4 белый ферзь · g3 белый слон · b2 чёрный конь · c2 чёрный слон · d2 чёрная ладья · e2 чёрный король · f2 белый конь · d1 белая ладья | e7 белая ладья · h7 белый король · a5 чёрный слон · c5 чёрная пешка · h5 чёрная пешка · c4 чёрная ладья · d4 чёрная пешка · e4 белый конь · f4 белый ферзь · g3 белый слон · b2 чёрный конь · c2 чёрный слон · d2 чёрная ладья · e2 чёрный король · f2 белый конь · d1 белая ладья | e7 белая ладья · h7 белый король · a5 чёрный слон · c5 чёрная пешка · h5 чёрная пешка · c4 чёрная ладья · d4 чёрная пешка · e4 белый конь · f4 белый ферзь · g3 белый слон · b2 чёрный конь · c2 чёрный слон · d2 чёрная ладья · e2 чёрный король · f2 белый конь · d1 белая ладья | e7 белая ладья · h7 белый король · a5 чёрный слон · c5 чёрная пешка · h5 чёрная пешка · c4 чёрная ладья · d4 чёрная пешка · e4 белый конь · f4 белый ферзь · g3 белый слон · b2 чёрный конь · c2 чёрный слон · d2 чёрная ладья · e2 чёрный король · f2 белый конь · d1 белая ладья | e7 белая ладья · h7 белый король · a5 чёрный слон · c5 чёрная пешка · h5 чёрная пешка · c4 чёрная ладья · d4 чёрная пешка · e4 белый конь · f4 белый ферзь · g3 белый слон · b2 чёрный конь · c2 чёрный слон · d2 чёрная ладья · e2 чёрный король · f2 белый конь · d1 белая ладья | e7 белая ладья · h7 белый король · a5 чёрный слон · c5 чёрная пешка · h5 чёрная пешка · c4 чёрная ладья · d4 чёрная пешка · e4 белый конь · f4 белый ферзь · g3 белый слон · b2 чёрный конь · c2 чёрный слон · d2 чёрная ладья · e2 чёрный король · f2 белый конь · d1 белая ладья | 7 |
| 6 | e7 белая ладья · h7 белый король · a5 чёрный слон · c5 чёрная пешка · h5 чёрная пешка · c4 чёрная ладья · d4 чёрная пешка · e4 белый конь · f4 белый ферзь · g3 белый слон · b2 чёрный конь · c2 чёрный слон · d2 чёрная ладья · e2 чёрный король · f2 белый конь · d1 белая ладья | e7 белая ладья · h7 белый король · a5 чёрный слон · c5 чёрная пешка · h5 чёрная пешка · c4 чёрная ладья · d4 чёрная пешка · e4 белый конь · f4 белый ферзь · g3 белый слон · b2 чёрный конь · c2 чёрный слон · d2 чёрная ладья · e2 чёрный король · f2 белый конь · d1 белая ладья | e7 белая ладья · h7 белый король · a5 чёрный слон · c5 чёрная пешка · h5 чёрная пешка · c4 чёрная ладья · d4 чёрная пешка · e4 белый конь · f4 белый ферзь · g3 белый слон · b2 чёрный конь · c2 чёрный слон · d2 чёрная ладья · e2 чёрный король · f2 белый конь · d1 белая ладья | e7 белая ладья · h7 белый король · a5 чёрный слон · c5 чёрная пешка · h5 чёрная пешка · c4 чёрная ладья · d4 чёрная пешка · e4 белый конь · f4 белый ферзь · g3 белый слон · b2 чёрный конь · c2 чёрный слон · d2 чёрная ладья · e2 чёрный король · f2 белый конь · d1 белая ладья | e7 белая ладья · h7 белый король · a5 чёрный слон · c5 чёрная пешка · h5 чёрная пешка · c4 чёрная ладья · d4 чёрная пешка · e4 белый конь · f4 белый ферзь · g3 белый слон · b2 чёрный конь · c2 чёрный слон · d2 чёрная ладья · e2 чёрный король · f2 белый конь · d1 белая ладья | e7 белая ладья · h7 белый король · a5 чёрный слон · c5 чёрная пешка · h5 чёрная пешка · c4 чёрная ладья · d4 чёрная пешка · e4 белый конь · f4 белый ферзь · g3 белый слон · b2 чёрный конь · c2 чёрный слон · d2 чёрная ладья · e2 чёрный король · f2 белый конь · d1 белая ладья | e7 белая ладья · h7 белый король · a5 чёрный слон · c5 чёрная пешка · h5 чёрная пешка · c4 чёрная ладья · d4 чёрная пешка · e4 белый конь · f4 белый ферзь · g3 белый слон · b2 чёрный конь · c2 чёрный слон · d2 чёрная ладья · e2 чёрный король · f2 белый конь · d1 белая ладья | e7 белая ладья · h7 белый король · a5 чёрный слон · c5 чёрная пешка · h5 чёрная пешка · c4 чёрная ладья · d4 чёрная пешка · e4 белый конь · f4 белый ферзь · g3 белый слон · b2 чёрный конь · c2 чёрный слон · d2 чёрная ладья · e2 чёрный король · f2 белый конь · d1 белая ладья | 6 |
| 5 | e7 белая ладья · h7 белый король · a5 чёрный слон · c5 чёрная пешка · h5 чёрная пешка · c4 чёрная ладья · d4 чёрная пешка · e4 белый конь · f4 белый ферзь · g3 белый слон · b2 чёрный конь · c2 чёрный слон · d2 чёрная ладья · e2 чёрный король · f2 белый конь · d1 белая ладья | e7 белая ладья · h7 белый король · a5 чёрный слон · c5 чёрная пешка · h5 чёрная пешка · c4 чёрная ладья · d4 чёрная пешка · e4 белый конь · f4 белый ферзь · g3 белый слон · b2 чёрный конь · c2 чёрный слон · d2 чёрная ладья · e2 чёрный король · f2 белый конь · d1 белая ладья | e7 белая ладья · h7 белый король · a5 чёрный слон · c5 чёрная пешка · h5 чёрная пешка · c4 чёрная ладья · d4 чёрная пешка · e4 белый конь · f4 белый ферзь · g3 белый слон · b2 чёрный конь · c2 чёрный слон · d2 чёрная ладья · e2 чёрный король · f2 белый конь · d1 белая ладья | e7 белая ладья · h7 белый король · a5 чёрный слон · c5 чёрная пешка · h5 чёрная пешка · c4 чёрная ладья · d4 чёрная пешка · e4 белый конь · f4 белый ферзь · g3 белый слон · b2 чёрный конь · c2 чёрный слон · d2 чёрная ладья · e2 чёрный король · f2 белый конь · d1 белая ладья | e7 белая ладья · h7 белый король · a5 чёрный слон · c5 чёрная пешка · h5 чёрная пешка · c4 чёрная ладья · d4 чёрная пешка · e4 белый конь · f4 белый ферзь · g3 белый слон · b2 чёрный конь · c2 чёрный слон · d2 чёрная ладья · e2 чёрный король · f2 белый конь · d1 белая ладья | e7 белая ладья · h7 белый король · a5 чёрный слон · c5 чёрная пешка · h5 чёрная пешка · c4 чёрная ладья · d4 чёрная пешка · e4 белый конь · f4 белый ферзь · g3 белый слон · b2 чёрный конь · c2 чёрный слон · d2 чёрная ладья · e2 чёрный король · f2 белый конь · d1 белая ладья | e7 белая ладья · h7 белый король · a5 чёрный слон · c5 чёрная пешка · h5 чёрная пешка · c4 чёрная ладья · d4 чёрная пешка · e4 белый конь · f4 белый ферзь · g3 белый слон · b2 чёрный конь · c2 чёрный слон · d2 чёрная ладья · e2 чёрный король · f2 белый конь · d1 белая ладья | e7 белая ладья · h7 белый король · a5 чёрный слон · c5 чёрная пешка · h5 чёрная пешка · c4 чёрная ладья · d4 чёрная пешка · e4 белый конь · f4 белый ферзь · g3 белый слон · b2 чёрный конь · c2 чёрный слон · d2 чёрная ладья · e2 чёрный король · f2 белый конь · d1 белая ладья | 5 |
| 4 | e7 белая ладья · h7 белый король · a5 чёрный слон · c5 чёрная пешка · h5 чёрная пешка · c4 чёрная ладья · d4 чёрная пешка · e4 белый конь · f4 белый ферзь · g3 белый слон · b2 чёрный конь · c2 чёрный слон · d2 чёрная ладья · e2 чёрный король · f2 белый конь · d1 белая ладья | e7 белая ладья · h7 белый король · a5 чёрный слон · c5 чёрная пешка · h5 чёрная пешка · c4 чёрная ладья · d4 чёрная пешка · e4 белый конь · f4 белый ферзь · g3 белый слон · b2 чёрный конь · c2 чёрный слон · d2 чёрная ладья · e2 чёрный король · f2 белый конь · d1 белая ладья | e7 белая ладья · h7 белый король · a5 чёрный слон · c5 чёрная пешка · h5 чёрная пешка · c4 чёрная ладья · d4 чёрная пешка · e4 белый конь · f4 белый ферзь · g3 белый слон · b2 чёрный конь · c2 чёрный слон · d2 чёрная ладья · e2 чёрный король · f2 белый конь · d1 белая ладья | e7 белая ладья · h7 белый король · a5 чёрный слон · c5 чёрная пешка · h5 чёрная пешка · c4 чёрная ладья · d4 чёрная пешка · e4 белый конь · f4 белый ферзь · g3 белый слон · b2 чёрный конь · c2 чёрный слон · d2 чёрная ладья · e2 чёрный король · f2 белый конь · d1 белая ладья | e7 белая ладья · h7 белый король · a5 чёрный слон · c5 чёрная пешка · h5 чёрная пешка · c4 чёрная ладья · d4 чёрная пешка · e4 белый конь · f4 белый ферзь · g3 белый слон · b2 чёрный конь · c2 чёрный слон · d2 чёрная ладья · e2 чёрный король · f2 белый конь · d1 белая ладья | e7 белая ладья · h7 белый король · a5 чёрный слон · c5 чёрная пешка · h5 чёрная пешка · c4 чёрная ладья · d4 чёрная пешка · e4 белый конь · f4 белый ферзь · g3 белый слон · b2 чёрный конь · c2 чёрный слон · d2 чёрная ладья · e2 чёрный король · f2 белый конь · d1 белая ладья | e7 белая ладья · h7 белый король · a5 чёрный слон · c5 чёрная пешка · h5 чёрная пешка · c4 чёрная ладья · d4 чёрная пешка · e4 белый конь · f4 белый ферзь · g3 белый слон · b2 чёрный конь · c2 чёрный слон · d2 чёрная ладья · e2 чёрный король · f2 белый конь · d1 белая ладья | e7 белая ладья · h7 белый король · a5 чёрный слон · c5 чёрная пешка · h5 чёрная пешка · c4 чёрная ладья · d4 чёрная пешка · e4 белый конь · f4 белый ферзь · g3 белый слон · b2 чёрный конь · c2 чёрный слон · d2 чёрная ладья · e2 чёрный король · f2 белый конь · d1 белая ладья | 4 |
| 3 | e7 белая ладья · h7 белый король · a5 чёрный слон · c5 чёрная пешка · h5 чёрная пешка · c4 чёрная ладья · d4 чёрная пешка · e4 белый конь · f4 белый ферзь · g3 белый слон · b2 чёрный конь · c2 чёрный слон · d2 чёрная ладья · e2 чёрный король · f2 белый конь · d1 белая ладья | e7 белая ладья · h7 белый король · a5 чёрный слон · c5 чёрная пешка · h5 чёрная пешка · c4 чёрная ладья · d4 чёрная пешка · e4 белый конь · f4 белый ферзь · g3 белый слон · b2 чёрный конь · c2 чёрный слон · d2 чёрная ладья · e2 чёрный король · f2 белый конь · d1 белая ладья | e7 белая ладья · h7 белый король · a5 чёрный слон · c5 чёрная пешка · h5 чёрная пешка · c4 чёрная ладья · d4 чёрная пешка · e4 белый конь · f4 белый ферзь · g3 белый слон · b2 чёрный конь · c2 чёрный слон · d2 чёрная ладья · e2 чёрный король · f2 белый конь · d1 белая ладья | e7 белая ладья · h7 белый король · a5 чёрный слон · c5 чёрная пешка · h5 чёрная пешка · c4 чёрная ладья · d4 чёрная пешка · e4 белый конь · f4 белый ферзь · g3 белый слон · b2 чёрный конь · c2 чёрный слон · d2 чёрная ладья · e2 чёрный король · f2 белый конь · d1 белая ладья | e7 белая ладья · h7 белый король · a5 чёрный слон · c5 чёрная пешка · h5 чёрная пешка · c4 чёрная ладья · d4 чёрная пешка · e4 белый конь · f4 белый ферзь · g3 белый слон · b2 чёрный конь · c2 чёрный слон · d2 чёрная ладья · e2 чёрный король · f2 белый конь · d1 белая ладья | e7 белая ладья · h7 белый король · a5 чёрный слон · c5 чёрная пешка · h5 чёрная пешка · c4 чёрная ладья · d4 чёрная пешка · e4 белый конь · f4 белый ферзь · g3 белый слон · b2 чёрный конь · c2 чёрный слон · d2 чёрная ладья · e2 чёрный король · f2 белый конь · d1 белая ладья | e7 белая ладья · h7 белый король · a5 чёрный слон · c5 чёрная пешка · h5 чёрная пешка · c4 чёрная ладья · d4 чёрная пешка · e4 белый конь · f4 белый ферзь · g3 белый слон · b2 чёрный конь · c2 чёрный слон · d2 чёрная ладья · e2 чёрный король · f2 белый конь · d1 белая ладья | e7 белая ладья · h7 белый король · a5 чёрный слон · c5 чёрная пешка · h5 чёрная пешка · c4 чёрная ладья · d4 чёрная пешка · e4 белый конь · f4 белый ферзь · g3 белый слон · b2 чёрный конь · c2 чёрный слон · d2 чёрная ладья · e2 чёрный король · f2 белый конь · d1 белая ладья | 3 |
| 2 | e7 белая ладья · h7 белый король · a5 чёрный слон · c5 чёрная пешка · h5 чёрная пешка · c4 чёрная ладья · d4 чёрная пешка · e4 белый конь · f4 белый ферзь · g3 белый слон · b2 чёрный конь · c2 чёрный слон · d2 чёрная ладья · e2 чёрный король · f2 белый конь · d1 белая ладья | e7 белая ладья · h7 белый король · a5 чёрный слон · c5 чёрная пешка · h5 чёрная пешка · c4 чёрная ладья · d4 чёрная пешка · e4 белый конь · f4 белый ферзь · g3 белый слон · b2 чёрный конь · c2 чёрный слон · d2 чёрная ладья · e2 чёрный король · f2 белый конь · d1 белая ладья | e7 белая ладья · h7 белый король · a5 чёрный слон · c5 чёрная пешка · h5 чёрная пешка · c4 чёрная ладья · d4 чёрная пешка · e4 белый конь · f4 белый ферзь · g3 белый слон · b2 чёрный конь · c2 чёрный слон · d2 чёрная ладья · e2 чёрный король · f2 белый конь · d1 белая ладья | e7 белая ладья · h7 белый король · a5 чёрный слон · c5 чёрная пешка · h5 чёрная пешка · c4 чёрная ладья · d4 чёрная пешка · e4 белый конь · f4 белый ферзь · g3 белый слон · b2 чёрный конь · c2 чёрный слон · d2 чёрная ладья · e2 чёрный король · f2 белый конь · d1 белая ладья | e7 белая ладья · h7 белый король · a5 чёрный слон · c5 чёрная пешка · h5 чёрная пешка · c4 чёрная ладья · d4 чёрная пешка · e4 белый конь · f4 белый ферзь · g3 белый слон · b2 чёрный конь · c2 чёрный слон · d2 чёрная ладья · e2 чёрный король · f2 белый конь · d1 белая ладья | e7 белая ладья · h7 белый король · a5 чёрный слон · c5 чёрная пешка · h5 чёрная пешка · c4 чёрная ладья · d4 чёрная пешка · e4 белый конь · f4 белый ферзь · g3 белый слон · b2 чёрный конь · c2 чёрный слон · d2 чёрная ладья · e2 чёрный король · f2 белый конь · d1 белая ладья | e7 белая ладья · h7 белый король · a5 чёрный слон · c5 чёрная пешка · h5 чёрная пешка · c4 чёрная ладья · d4 чёрная пешка · e4 белый конь · f4 белый ферзь · g3 белый слон · b2 чёрный конь · c2 чёрный слон · d2 чёрная ладья · e2 чёрный король · f2 белый конь · d1 белая ладья | e7 белая ладья · h7 белый король · a5 чёрный слон · c5 чёрная пешка · h5 чёрная пешка · c4 чёрная ладья · d4 чёрная пешка · e4 белый конь · f4 белый ферзь · g3 белый слон · b2 чёрный конь · c2 чёрный слон · d2 чёрная ладья · e2 чёрный король · f2 белый конь · d1 белая ладья | 2 |
| 1 | e7 белая ладья · h7 белый король · a5 чёрный слон · c5 чёрная пешка · h5 чёрная пешка · c4 чёрная ладья · d4 чёрная пешка · e4 белый конь · f4 белый ферзь · g3 белый слон · b2 чёрный конь · c2 чёрный слон · d2 чёрная ладья · e2 чёрный король · f2 белый конь · d1 белая ладья | e7 белая ладья · h7 белый король · a5 чёрный слон · c5 чёрная пешка · h5 чёрная пешка · c4 чёрная ладья · d4 чёрная пешка · e4 белый конь · f4 белый ферзь · g3 белый слон · b2 чёрный конь · c2 чёрный слон · d2 чёрная ладья · e2 чёрный король · f2 белый конь · d1 белая ладья | e7 белая ладья · h7 белый король · a5 чёрный слон · c5 чёрная пешка · h5 чёрная пешка · c4 чёрная ладья · d4 чёрная пешка · e4 белый конь · f4 белый ферзь · g3 белый слон · b2 чёрный конь · c2 чёрный слон · d2 чёрная ладья · e2 чёрный король · f2 белый конь · d1 белая ладья | e7 белая ладья · h7 белый король · a5 чёрный слон · c5 чёрная пешка · h5 чёрная пешка · c4 чёрная ладья · d4 чёрная пешка · e4 белый конь · f4 белый ферзь · g3 белый слон · b2 чёрный конь · c2 чёрный слон · d2 чёрная ладья · e2 чёрный король · f2 белый конь · d1 белая ладья | e7 белая ладья · h7 белый король · a5 чёрный слон · c5 чёрная пешка · h5 чёрная пешка · c4 чёрная ладья · d4 чёрная пешка · e4 белый конь · f4 белый ферзь · g3 белый слон · b2 чёрный конь · c2 чёрный слон · d2 чёрная ладья · e2 чёрный король · f2 белый конь · d1 белая ладья | e7 белая ладья · h7 белый король · a5 чёрный слон · c5 чёрная пешка · h5 чёрная пешка · c4 чёрная ладья · d4 чёрная пешка · e4 белый конь · f4 белый ферзь · g3 белый слон · b2 чёрный конь · c2 чёрный слон · d2 чёрная ладья · e2 чёрный король · f2 белый конь · d1 белая ладья | e7 белая ладья · h7 белый король · a5 чёрный слон · c5 чёрная пешка · h5 чёрная пешка · c4 чёрная ладья · d4 чёрная пешка · e4 белый конь · f4 белый ферзь · g3 белый слон · b2 чёрный конь · c2 чёрный слон · d2 чёрная ладья · e2 чёрный король · f2 белый конь · d1 белая ладья | e7 белая ладья · h7 белый король · a5 чёрный слон · c5 чёрная пешка · h5 чёрная пешка · c4 чёрная ладья · d4 чёрная пешка · e4 белый конь · f4 белый ферзь · g3 белый слон · b2 чёрный конь · c2 чёрный слон · d2 чёрная ладья · e2 чёрный король · f2 белый конь · d1 белая ладья | 1 |
|   | a | b | c | d | e | f | g | h |   |

1.Kd3! с угрозой 2.Kef2#,

1…Кр: d3 2.Фf3#,

1…Kp: d1 2.Фfl#,

1…К:d3 2.Кс3#,

1…К:d1 2.Kc1#,

1…С:d3 2.Ле1#,

1…С:d1 2.Ке: с5#,

1…Л:d3 2.Кc3#,

1…Л:d1 2.Ке: с5#,

1…Сс7 2.Л:d2#

Многовариантная задача в классическом стиле.
|   | a | b | c | d | e | f | g | h |   |
| - | --- | --- | --- | --- | --- | --- | --- | --- | - |
| 8 | d7 белый слон · e7 белый ферзь · f7 белый конь · b6 чёрный ферзь · f6 чёрная ладья · b5 чёрная пешка · d5 чёрный король · e5 белый конь · f5 чёрная пешка · h4 белая ладья · a3 белый слон · e3 чёрный слон · f3 белая пешка · c2 белая пешка · e2 белая пешка · h1 белый король | d7 белый слон · e7 белый ферзь · f7 белый конь · b6 чёрный ферзь · f6 чёрная ладья · b5 чёрная пешка · d5 чёрный король · e5 белый конь · f5 чёрная пешка · h4 белая ладья · a3 белый слон · e3 чёрный слон · f3 белая пешка · c2 белая пешка · e2 белая пешка · h1 белый король | d7 белый слон · e7 белый ферзь · f7 белый конь · b6 чёрный ферзь · f6 чёрная ладья · b5 чёрная пешка · d5 чёрный король · e5 белый конь · f5 чёрная пешка · h4 белая ладья · a3 белый слон · e3 чёрный слон · f3 белая пешка · c2 белая пешка · e2 белая пешка · h1 белый король | d7 белый слон · e7 белый ферзь · f7 белый конь · b6 чёрный ферзь · f6 чёрная ладья · b5 чёрная пешка · d5 чёрный король · e5 белый конь · f5 чёрная пешка · h4 белая ладья · a3 белый слон · e3 чёрный слон · f3 белая пешка · c2 белая пешка · e2 белая пешка · h1 белый король | d7 белый слон · e7 белый ферзь · f7 белый конь · b6 чёрный ферзь · f6 чёрная ладья · b5 чёрная пешка · d5 чёрный король · e5 белый конь · f5 чёрная пешка · h4 белая ладья · a3 белый слон · e3 чёрный слон · f3 белая пешка · c2 белая пешка · e2 белая пешка · h1 белый король | d7 белый слон · e7 белый ферзь · f7 белый конь · b6 чёрный ферзь · f6 чёрная ладья · b5 чёрная пешка · d5 чёрный король · e5 белый конь · f5 чёрная пешка · h4 белая ладья · a3 белый слон · e3 чёрный слон · f3 белая пешка · c2 белая пешка · e2 белая пешка · h1 белый король | d7 белый слон · e7 белый ферзь · f7 белый конь · b6 чёрный ферзь · f6 чёрная ладья · b5 чёрная пешка · d5 чёрный король · e5 белый конь · f5 чёрная пешка · h4 белая ладья · a3 белый слон · e3 чёрный слон · f3 белая пешка · c2 белая пешка · e2 белая пешка · h1 белый король | d7 белый слон · e7 белый ферзь · f7 белый конь · b6 чёрный ферзь · f6 чёрная ладья · b5 чёрная пешка · d5 чёрный король · e5 белый конь · f5 чёрная пешка · h4 белая ладья · a3 белый слон · e3 чёрный слон · f3 белая пешка · c2 белая пешка · e2 белая пешка · h1 белый король | 8 |
| 7 | d7 белый слон · e7 белый ферзь · f7 белый конь · b6 чёрный ферзь · f6 чёрная ладья · b5 чёрная пешка · d5 чёрный король · e5 белый конь · f5 чёрная пешка · h4 белая ладья · a3 белый слон · e3 чёрный слон · f3 белая пешка · c2 белая пешка · e2 белая пешка · h1 белый король | d7 белый слон · e7 белый ферзь · f7 белый конь · b6 чёрный ферзь · f6 чёрная ладья · b5 чёрная пешка · d5 чёрный король · e5 белый конь · f5 чёрная пешка · h4 белая ладья · a3 белый слон · e3 чёрный слон · f3 белая пешка · c2 белая пешка · e2 белая пешка · h1 белый король | d7 белый слон · e7 белый ферзь · f7 белый конь · b6 чёрный ферзь · f6 чёрная ладья · b5 чёрная пешка · d5 чёрный король · e5 белый конь · f5 чёрная пешка · h4 белая ладья · a3 белый слон · e3 чёрный слон · f3 белая пешка · c2 белая пешка · e2 белая пешка · h1 белый король | d7 белый слон · e7 белый ферзь · f7 белый конь · b6 чёрный ферзь · f6 чёрная ладья · b5 чёрная пешка · d5 чёрный король · e5 белый конь · f5 чёрная пешка · h4 белая ладья · a3 белый слон · e3 чёрный слон · f3 белая пешка · c2 белая пешка · e2 белая пешка · h1 белый король | d7 белый слон · e7 белый ферзь · f7 белый конь · b6 чёрный ферзь · f6 чёрная ладья · b5 чёрная пешка · d5 чёрный король · e5 белый конь · f5 чёрная пешка · h4 белая ладья · a3 белый слон · e3 чёрный слон · f3 белая пешка · c2 белая пешка · e2 белая пешка · h1 белый король | d7 белый слон · e7 белый ферзь · f7 белый конь · b6 чёрный ферзь · f6 чёрная ладья · b5 чёрная пешка · d5 чёрный король · e5 белый конь · f5 чёрная пешка · h4 белая ладья · a3 белый слон · e3 чёрный слон · f3 белая пешка · c2 белая пешка · e2 белая пешка · h1 белый король | d7 белый слон · e7 белый ферзь · f7 белый конь · b6 чёрный ферзь · f6 чёрная ладья · b5 чёрная пешка · d5 чёрный король · e5 белый конь · f5 чёрная пешка · h4 белая ладья · a3 белый слон · e3 чёрный слон · f3 белая пешка · c2 белая пешка · e2 белая пешка · h1 белый король | d7 белый слон · e7 белый ферзь · f7 белый конь · b6 чёрный ферзь · f6 чёрная ладья · b5 чёрная пешка · d5 чёрный король · e5 белый конь · f5 чёрная пешка · h4 белая ладья · a3 белый слон · e3 чёрный слон · f3 белая пешка · c2 белая пешка · e2 белая пешка · h1 белый король | 7 |
| 6 | d7 белый слон · e7 белый ферзь · f7 белый конь · b6 чёрный ферзь · f6 чёрная ладья · b5 чёрная пешка · d5 чёрный король · e5 белый конь · f5 чёрная пешка · h4 белая ладья · a3 белый слон · e3 чёрный слон · f3 белая пешка · c2 белая пешка · e2 белая пешка · h1 белый король | d7 белый слон · e7 белый ферзь · f7 белый конь · b6 чёрный ферзь · f6 чёрная ладья · b5 чёрная пешка · d5 чёрный король · e5 белый конь · f5 чёрная пешка · h4 белая ладья · a3 белый слон · e3 чёрный слон · f3 белая пешка · c2 белая пешка · e2 белая пешка · h1 белый король | d7 белый слон · e7 белый ферзь · f7 белый конь · b6 чёрный ферзь · f6 чёрная ладья · b5 чёрная пешка · d5 чёрный король · e5 белый конь · f5 чёрная пешка · h4 белая ладья · a3 белый слон · e3 чёрный слон · f3 белая пешка · c2 белая пешка · e2 белая пешка · h1 белый король | d7 белый слон · e7 белый ферзь · f7 белый конь · b6 чёрный ферзь · f6 чёрная ладья · b5 чёрная пешка · d5 чёрный король · e5 белый конь · f5 чёрная пешка · h4 белая ладья · a3 белый слон · e3 чёрный слон · f3 белая пешка · c2 белая пешка · e2 белая пешка · h1 белый король | d7 белый слон · e7 белый ферзь · f7 белый конь · b6 чёрный ферзь · f6 чёрная ладья · b5 чёрная пешка · d5 чёрный король · e5 белый конь · f5 чёрная пешка · h4 белая ладья · a3 белый слон · e3 чёрный слон · f3 белая пешка · c2 белая пешка · e2 белая пешка · h1 белый король | d7 белый слон · e7 белый ферзь · f7 белый конь · b6 чёрный ферзь · f6 чёрная ладья · b5 чёрная пешка · d5 чёрный король · e5 белый конь · f5 чёрная пешка · h4 белая ладья · a3 белый слон · e3 чёрный слон · f3 белая пешка · c2 белая пешка · e2 белая пешка · h1 белый король | d7 белый слон · e7 белый ферзь · f7 белый конь · b6 чёрный ферзь · f6 чёрная ладья · b5 чёрная пешка · d5 чёрный король · e5 белый конь · f5 чёрная пешка · h4 белая ладья · a3 белый слон · e3 чёрный слон · f3 белая пешка · c2 белая пешка · e2 белая пешка · h1 белый король | d7 белый слон · e7 белый ферзь · f7 белый конь · b6 чёрный ферзь · f6 чёрная ладья · b5 чёрная пешка · d5 чёрный король · e5 белый конь · f5 чёрная пешка · h4 белая ладья · a3 белый слон · e3 чёрный слон · f3 белая пешка · c2 белая пешка · e2 белая пешка · h1 белый король | 6 |
| 5 | d7 белый слон · e7 белый ферзь · f7 белый конь · b6 чёрный ферзь · f6 чёрная ладья · b5 чёрная пешка · d5 чёрный король · e5 белый конь · f5 чёрная пешка · h4 белая ладья · a3 белый слон · e3 чёрный слон · f3 белая пешка · c2 белая пешка · e2 белая пешка · h1 белый король | d7 белый слон · e7 белый ферзь · f7 белый конь · b6 чёрный ферзь · f6 чёрная ладья · b5 чёрная пешка · d5 чёрный король · e5 белый конь · f5 чёрная пешка · h4 белая ладья · a3 белый слон · e3 чёрный слон · f3 белая пешка · c2 белая пешка · e2 белая пешка · h1 белый король | d7 белый слон · e7 белый ферзь · f7 белый конь · b6 чёрный ферзь · f6 чёрная ладья · b5 чёрная пешка · d5 чёрный король · e5 белый конь · f5 чёрная пешка · h4 белая ладья · a3 белый слон · e3 чёрный слон · f3 белая пешка · c2 белая пешка · e2 белая пешка · h1 белый король | d7 белый слон · e7 белый ферзь · f7 белый конь · b6 чёрный ферзь · f6 чёрная ладья · b5 чёрная пешка · d5 чёрный король · e5 белый конь · f5 чёрная пешка · h4 белая ладья · a3 белый слон · e3 чёрный слон · f3 белая пешка · c2 белая пешка · e2 белая пешка · h1 белый король | d7 белый слон · e7 белый ферзь · f7 белый конь · b6 чёрный ферзь · f6 чёрная ладья · b5 чёрная пешка · d5 чёрный король · e5 белый конь · f5 чёрная пешка · h4 белая ладья · a3 белый слон · e3 чёрный слон · f3 белая пешка · c2 белая пешка · e2 белая пешка · h1 белый король | d7 белый слон · e7 белый ферзь · f7 белый конь · b6 чёрный ферзь · f6 чёрная ладья · b5 чёрная пешка · d5 чёрный король · e5 белый конь · f5 чёрная пешка · h4 белая ладья · a3 белый слон · e3 чёрный слон · f3 белая пешка · c2 белая пешка · e2 белая пешка · h1 белый король | d7 белый слон · e7 белый ферзь · f7 белый конь · b6 чёрный ферзь · f6 чёрная ладья · b5 чёрная пешка · d5 чёрный король · e5 белый конь · f5 чёрная пешка · h4 белая ладья · a3 белый слон · e3 чёрный слон · f3 белая пешка · c2 белая пешка · e2 белая пешка · h1 белый король | d7 белый слон · e7 белый ферзь · f7 белый конь · b6 чёрный ферзь · f6 чёрная ладья · b5 чёрная пешка · d5 чёрный король · e5 белый конь · f5 чёрная пешка · h4 белая ладья · a3 белый слон · e3 чёрный слон · f3 белая пешка · c2 белая пешка · e2 белая пешка · h1 белый король | 5 |
| 4 | d7 белый слон · e7 белый ферзь · f7 белый конь · b6 чёрный ферзь · f6 чёрная ладья · b5 чёрная пешка · d5 чёрный король · e5 белый конь · f5 чёрная пешка · h4 белая ладья · a3 белый слон · e3 чёрный слон · f3 белая пешка · c2 белая пешка · e2 белая пешка · h1 белый король | d7 белый слон · e7 белый ферзь · f7 белый конь · b6 чёрный ферзь · f6 чёрная ладья · b5 чёрная пешка · d5 чёрный король · e5 белый конь · f5 чёрная пешка · h4 белая ладья · a3 белый слон · e3 чёрный слон · f3 белая пешка · c2 белая пешка · e2 белая пешка · h1 белый король | d7 белый слон · e7 белый ферзь · f7 белый конь · b6 чёрный ферзь · f6 чёрная ладья · b5 чёрная пешка · d5 чёрный король · e5 белый конь · f5 чёрная пешка · h4 белая ладья · a3 белый слон · e3 чёрный слон · f3 белая пешка · c2 белая пешка · e2 белая пешка · h1 белый король | d7 белый слон · e7 белый ферзь · f7 белый конь · b6 чёрный ферзь · f6 чёрная ладья · b5 чёрная пешка · d5 чёрный король · e5 белый конь · f5 чёрная пешка · h4 белая ладья · a3 белый слон · e3 чёрный слон · f3 белая пешка · c2 белая пешка · e2 белая пешка · h1 белый король | d7 белый слон · e7 белый ферзь · f7 белый конь · b6 чёрный ферзь · f6 чёрная ладья · b5 чёрная пешка · d5 чёрный король · e5 белый конь · f5 чёрная пешка · h4 белая ладья · a3 белый слон · e3 чёрный слон · f3 белая пешка · c2 белая пешка · e2 белая пешка · h1 белый король | d7 белый слон · e7 белый ферзь · f7 белый конь · b6 чёрный ферзь · f6 чёрная ладья · b5 чёрная пешка · d5 чёрный король · e5 белый конь · f5 чёрная пешка · h4 белая ладья · a3 белый слон · e3 чёрный слон · f3 белая пешка · c2 белая пешка · e2 белая пешка · h1 белый король | d7 белый слон · e7 белый ферзь · f7 белый конь · b6 чёрный ферзь · f6 чёрная ладья · b5 чёрная пешка · d5 чёрный король · e5 белый конь · f5 чёрная пешка · h4 белая ладья · a3 белый слон · e3 чёрный слон · f3 белая пешка · c2 белая пешка · e2 белая пешка · h1 белый король | d7 белый слон · e7 белый ферзь · f7 белый конь · b6 чёрный ферзь · f6 чёрная ладья · b5 чёрная пешка · d5 чёрный король · e5 белый конь · f5 чёрная пешка · h4 белая ладья · a3 белый слон · e3 чёрный слон · f3 белая пешка · c2 белая пешка · e2 белая пешка · h1 белый король | 4 |
| 3 | d7 белый слон · e7 белый ферзь · f7 белый конь · b6 чёрный ферзь · f6 чёрная ладья · b5 чёрная пешка · d5 чёрный король · e5 белый конь · f5 чёрная пешка · h4 белая ладья · a3 белый слон · e3 чёрный слон · f3 белая пешка · c2 белая пешка · e2 белая пешка · h1 белый король | d7 белый слон · e7 белый ферзь · f7 белый конь · b6 чёрный ферзь · f6 чёрная ладья · b5 чёрная пешка · d5 чёрный король · e5 белый конь · f5 чёрная пешка · h4 белая ладья · a3 белый слон · e3 чёрный слон · f3 белая пешка · c2 белая пешка · e2 белая пешка · h1 белый король | d7 белый слон · e7 белый ферзь · f7 белый конь · b6 чёрный ферзь · f6 чёрная ладья · b5 чёрная пешка · d5 чёрный король · e5 белый конь · f5 чёрная пешка · h4 белая ладья · a3 белый слон · e3 чёрный слон · f3 белая пешка · c2 белая пешка · e2 белая пешка · h1 белый король | d7 белый слон · e7 белый ферзь · f7 белый конь · b6 чёрный ферзь · f6 чёрная ладья · b5 чёрная пешка · d5 чёрный король · e5 белый конь · f5 чёрная пешка · h4 белая ладья · a3 белый слон · e3 чёрный слон · f3 белая пешка · c2 белая пешка · e2 белая пешка · h1 белый король | d7 белый слон · e7 белый ферзь · f7 белый конь · b6 чёрный ферзь · f6 чёрная ладья · b5 чёрная пешка · d5 чёрный король · e5 белый конь · f5 чёрная пешка · h4 белая ладья · a3 белый слон · e3 чёрный слон · f3 белая пешка · c2 белая пешка · e2 белая пешка · h1 белый король | d7 белый слон · e7 белый ферзь · f7 белый конь · b6 чёрный ферзь · f6 чёрная ладья · b5 чёрная пешка · d5 чёрный король · e5 белый конь · f5 чёрная пешка · h4 белая ладья · a3 белый слон · e3 чёрный слон · f3 белая пешка · c2 белая пешка · e2 белая пешка · h1 белый король | d7 белый слон · e7 белый ферзь · f7 белый конь · b6 чёрный ферзь · f6 чёрная ладья · b5 чёрная пешка · d5 чёрный король · e5 белый конь · f5 чёрная пешка · h4 белая ладья · a3 белый слон · e3 чёрный слон · f3 белая пешка · c2 белая пешка · e2 белая пешка · h1 белый король | d7 белый слон · e7 белый ферзь · f7 белый конь · b6 чёрный ферзь · f6 чёрная ладья · b5 чёрная пешка · d5 чёрный король · e5 белый конь · f5 чёрная пешка · h4 белая ладья · a3 белый слон · e3 чёрный слон · f3 белая пешка · c2 белая пешка · e2 белая пешка · h1 белый король | 3 |
| 2 | d7 белый слон · e7 белый ферзь · f7 белый конь · b6 чёрный ферзь · f6 чёрная ладья · b5 чёрная пешка · d5 чёрный король · e5 белый конь · f5 чёрная пешка · h4 белая ладья · a3 белый слон · e3 чёрный слон · f3 белая пешка · c2 белая пешка · e2 белая пешка · h1 белый король | d7 белый слон · e7 белый ферзь · f7 белый конь · b6 чёрный ферзь · f6 чёрная ладья · b5 чёрная пешка · d5 чёрный король · e5 белый конь · f5 чёрная пешка · h4 белая ладья · a3 белый слон · e3 чёрный слон · f3 белая пешка · c2 белая пешка · e2 белая пешка · h1 белый король | d7 белый слон · e7 белый ферзь · f7 белый конь · b6 чёрный ферзь · f6 чёрная ладья · b5 чёрная пешка · d5 чёрный король · e5 белый конь · f5 чёрная пешка · h4 белая ладья · a3 белый слон · e3 чёрный слон · f3 белая пешка · c2 белая пешка · e2 белая пешка · h1 белый король | d7 белый слон · e7 белый ферзь · f7 белый конь · b6 чёрный ферзь · f6 чёрная ладья · b5 чёрная пешка · d5 чёрный король · e5 белый конь · f5 чёрная пешка · h4 белая ладья · a3 белый слон · e3 чёрный слон · f3 белая пешка · c2 белая пешка · e2 белая пешка · h1 белый король | d7 белый слон · e7 белый ферзь · f7 белый конь · b6 чёрный ферзь · f6 чёрная ладья · b5 чёрная пешка · d5 чёрный король · e5 белый конь · f5 чёрная пешка · h4 белая ладья · a3 белый слон · e3 чёрный слон · f3 белая пешка · c2 белая пешка · e2 белая пешка · h1 белый король | d7 белый слон · e7 белый ферзь · f7 белый конь · b6 чёрный ферзь · f6 чёрная ладья · b5 чёрная пешка · d5 чёрный король · e5 белый конь · f5 чёрная пешка · h4 белая ладья · a3 белый слон · e3 чёрный слон · f3 белая пешка · c2 белая пешка · e2 белая пешка · h1 белый король | d7 белый слон · e7 белый ферзь · f7 белый конь · b6 чёрный ферзь · f6 чёрная ладья · b5 чёрная пешка · d5 чёрный король · e5 белый конь · f5 чёрная пешка · h4 белая ладья · a3 белый слон · e3 чёрный слон · f3 белая пешка · c2 белая пешка · e2 белая пешка · h1 белый король | d7 белый слон · e7 белый ферзь · f7 белый конь · b6 чёрный ферзь · f6 чёрная ладья · b5 чёрная пешка · d5 чёрный король · e5 белый конь · f5 чёрная пешка · h4 белая ладья · a3 белый слон · e3 чёрный слон · f3 белая пешка · c2 белая пешка · e2 белая пешка · h1 белый король | 2 |
| 1 | d7 белый слон · e7 белый ферзь · f7 белый конь · b6 чёрный ферзь · f6 чёрная ладья · b5 чёрная пешка · d5 чёрный король · e5 белый конь · f5 чёрная пешка · h4 белая ладья · a3 белый слон · e3 чёрный слон · f3 белая пешка · c2 белая пешка · e2 белая пешка · h1 белый король | d7 белый слон · e7 белый ферзь · f7 белый конь · b6 чёрный ферзь · f6 чёрная ладья · b5 чёрная пешка · d5 чёрный король · e5 белый конь · f5 чёрная пешка · h4 белая ладья · a3 белый слон · e3 чёрный слон · f3 белая пешка · c2 белая пешка · e2 белая пешка · h1 белый король | d7 белый слон · e7 белый ферзь · f7 белый конь · b6 чёрный ферзь · f6 чёрная ладья · b5 чёрная пешка · d5 чёрный король · e5 белый конь · f5 чёрная пешка · h4 белая ладья · a3 белый слон · e3 чёрный слон · f3 белая пешка · c2 белая пешка · e2 белая пешка · h1 белый король | d7 белый слон · e7 белый ферзь · f7 белый конь · b6 чёрный ферзь · f6 чёрная ладья · b5 чёрная пешка · d5 чёрный король · e5 белый конь · f5 чёрная пешка · h4 белая ладья · a3 белый слон · e3 чёрный слон · f3 белая пешка · c2 белая пешка · e2 белая пешка · h1 белый король | d7 белый слон · e7 белый ферзь · f7 белый конь · b6 чёрный ферзь · f6 чёрная ладья · b5 чёрная пешка · d5 чёрный король · e5 белый конь · f5 чёрная пешка · h4 белая ладья · a3 белый слон · e3 чёрный слон · f3 белая пешка · c2 белая пешка · e2 белая пешка · h1 белый король | d7 белый слон · e7 белый ферзь · f7 белый конь · b6 чёрный ферзь · f6 чёрная ладья · b5 чёрная пешка · d5 чёрный король · e5 белый конь · f5 чёрная пешка · h4 белая ладья · a3 белый слон · e3 чёрный слон · f3 белая пешка · c2 белая пешка · e2 белая пешка · h1 белый король | d7 белый слон · e7 белый ферзь · f7 белый конь · b6 чёрный ферзь · f6 чёрная ладья · b5 чёрная пешка · d5 чёрный король · e5 белый конь · f5 чёрная пешка · h4 белая ладья · a3 белый слон · e3 чёрный слон · f3 белая пешка · c2 белая пешка · e2 белая пешка · h1 белый король | d7 белый слон · e7 белый ферзь · f7 белый конь · b6 чёрный ферзь · f6 чёрная ладья · b5 чёрная пешка · d5 чёрный король · e5 белый конь · f5 чёрная пешка · h4 белая ладья · a3 белый слон · e3 чёрный слон · f3 белая пешка · c2 белая пешка · e2 белая пешка · h1 белый король | 1 |
|   | a | b | c | d | e | f | g | h |   |

1.Kg4! (~ 2.Фе5+ Крс4 3.К:е3#)

1…Фd4 2.Фс5+ Ф:с5 3.К:f6#,

1…Cd4 2.Ке3+ С:е3 3.Фе5#,

1…Фе6 2.Фd6+ Ф:d6 3.К:е3#,

1…Ле6 2.Kf6+ Л:f6 3.Фе5#

Взаимное перекрытие фигур встречным движением с идеей попадания коня на оставленные чёрными фигурами поля.